# Maximilian Arnold
Maximilian Arnold (Riesa, 27 mei 1994) is een Duits voetballer die doorgaans als middenvelder speelt. Hij stroomde in 2011 door vanuit de jeugd van VfL Wolfsburg. Arnold debuteerde in 2014 in het Duits voetbalelftal.

## Clubcarrière
Arnold speelde in de jeugdopleidingen van achtereenvolgens BSV Strehla, SC Riesa, Dynamo Dresden en VfL Wolfsburg. Voor laatstgenoemde club maakte hij op 26 november 2011 zijn debuut in het betaald voetbal onder Felix Magath. Op de veertiende speeldag van dat seizoen verving Arnold na 86 minuten Makoto Hasebe in het duel tegen FC Augsburg. Met 17 jaar, 5 maanden en 30 dagen was hij de jongste debutant van VfL Wolfsburg in de Bundesliga ooit. Arnold begon op 6 april 2013 voor het eerst in het basiselftal, uit bij Bayer Leverkusen. Hij werd na 62 minuten naar de kant gehaald voor aanvaller Patrick Helmes. Op 29 april 2015 maakte Arnold twee doelpunten in het bekerduel tegen Arminia Bielefeld (0–4 overwinning). Met Wolfsburg won hij de DFB-Pokal; op 30 mei 2015 speelde hij mee in de finale, die met 1–3 werd gewonnen van Borussia Dortmund.

## Clubstatistieken
| Seizoen     | Club          | Competitie  | Competitie | Competitie | Beker | Beker | Internationaal | Internationaal | Totaal | Totaal |
| Seizoen     | Club          | Competitie  | Wed.       | Dlp.       | Wed.  | Dlp.  | Wed.           | Dlp.           | Wed.   | Dlp.   |
| ----------- | ------------- | ----------- | ---------- | ---------- | ----- | ----- | -------------- | -------------- | ------ | ------ |
| 2011/12     | VfL Wolfsburg | Bundesliga  | 2          | 0          | 0     | 0     | —              | —              | 2      | 0      |
| 2012/13     | VfL Wolfsburg | Bundesliga  | 6          | 2          | 1     | 0     | —              | —              | 7      | 2      |
| 2013/14     | VfL Wolfsburg | Bundesliga  | 28         | 7          | 3     | 0     | —              | —              | 31     | 7      |
| 2014/15     | VfL Wolfsburg | Bundesliga  | 27         | 4          | 5     | 2     | 8              | 0              | 40     | 6      |
| 2015/16     | VfL Wolfsburg | Bundesliga  | 31         | 3          | 2     | 0     | 10             | 1              | 43     | 4      |
| 2016/17     | VfL Wolfsburg | Bundesliga  | 32         | 2          | 2     | 0     | —              | —              | 34     | 2      |
| 2017/18     | VfL Wolfsburg | Bundesliga  | 29         | 2          | 3     | 0     | —              | —              | 32     | 2      |
| 2018/19     | VfL Wolfsburg | Bundesliga  | 33         | 2          | 3     | 0     | —              | —              | 36     | 2      |
| 2019/20     | VfL Wolfsburg | Bundesliga  | 33         | 4          | 2     | 0     | 5              | 1              | 40     | 5      |
| 2020/21     | VfL Wolfsburg | Bundesliga  | 30         | 3          | 3     | 0     | —              | —              | 33     | 3      |
| Club totaal | Club totaal   | Club totaal | 251        | 30         | 21    | 2     | 23             | 2              | 300    | 33     |

Bijgewerkt t/m 22 juli 2021

## Interlandcarrière
Arnold speelde in diverse Duitse jeugdelftallen. Hij speelde onder meer tien wedstrijden voor Duitsland –17. Onder leiding van bondscoach Joachim Löw maakte hij op dinsdag 13 mei 2014 zijn debuut in het Duits voetbalelftal, in een oefenwedstrijd tegen Polen (0–0), net als Christian Günter, Oliver Sorg, Shkodran Mustafi, Antonio Rüdiger, Sebastian Rudy, Christoph Kramer, Leon Goretzka, André Hahn, Max Meyer, Kevin Volland en Sebastian Jung.

## Erelijst
| DFB Pokal    | 1x | 2014/15 |
| DFL-Supercup | 1x | 2015    |

1 Grabara ·
2 Fischer ·
3 Bornauw ·
4 Koulierakis ·
5 Zesiger ·
6 Vranckx ·
9 Amoura ·
10 Nmecha ·
11 Tomás ·
12 Pervan ·
13 Rogério ·
14 Białek ·
16 Kamiński ·
17 Behrens ·
18 Vavro ·
19 Majer ·
20 Baku ·
21 Mæhle ·
22 Angely ·
23 Wind ·
24 Dárdai ·
27 Arnold  ·
29 Müller ·
30 Klinger ·
31 Gerhardt ·
32 Svanberg ·
39 Wimmer ·
40 Paredes ·
Coach: Hasenhüttl